# Nacirema
Nacirema – termin oznaczający fikcyjne plemię utworzone na wzór Amerykanów, używany przy badaniu różnych aspektów zachowania, kultury i społeczeństwa Stanów Zjednoczonych. Słowo pochodzi od American (ang. Amerykanin) czytanego wspak.